# Abaraká!/Tack!
Abaraká!/Tack! är ett musikalbum av Ellika Frisell & Solo Cissokho, utgivet 2005 av Xource Records. Albumet var duons uppföljare på deras debutalbum Tretakt/Takissaba.

## Låtlista
1. "Gustaf Special / Jimmo" (Trad. e. Gustaf Päkkos/Solo Cissokho) – 3:32
  - Ellika Frisell — fiol
  - Solo Cissokho — kora
2. "Zanussi / Seneghalling" (Solo Cissokho/Ellika Frisell) – 5:38
  - Ellika Frisell — fiol
  - Sigge Krantz — bas
3. "Polska efter Nylandspojkarna / Sonko" (Trad./Trad.) – 4:48
  - Ellika Frisell — viola
  - Bruce Molsky — banjo
4. "Bruce 3/4 / Kaira Bah" (Ellika Frisell/Solo Cissokho) – 4:58
  - Ellika Frisell — fiol
  - Bruce Molsky — gitarr
5. "Green Grows / Ya Ya" (Trad./Solo Cissokho) – 4:30
  - Bruce Molsky — fiol, sång
  - Ellika Frisell — sång
6. "Orsa långdans / Afrika Frica" (Trad. e. Gössa Anders Andersson/Solo Cissokho) – 5:06
  - Ellika Frisell — fiol
  - Binta Suso — sång
7. "Baria" (Solo Cissokho) – 6:18
  - Ellika Frisell — fiol
  - Seckou Keita — percussion
8. "Gott slut / Bana / Snabbis" (Ellika Frisell/Solo Cissokho/Ellika Frisell) – 5:09
  - Ellika Frisell — fiol
  - Solo Cissokho — kora, sång
9. "Sally Gal Senegal" (Trad.) – 3:07
  - Bruce Molsky — fiol
  - Solo Cissokho — kora
10. "Na / Flygvals" (Solo Cissokho/Ellika Frisell) – 5:34
  - Ellika Frisell — fiol
  - Solo Cissokho — kora, sång
11. "Kaira" (Trad.) – 8:54
  - Ellika Frisell — viola, sång
  - Solo Cissokho — kora, sång

Total tid: 57:39
- Arrangemang:
- Cissokho, Molsky, Frisell (3b)
- Frisell, Cissokho (1a, 6a, 11)
- Frisell, Cissokho, Molsky (3a, 9)
- Molsky, Cissokho (5a)

## Medverkande
- Ellika Frisell — fiol, viola, sång
- Solo Cissokho — kora, sång
- Bruce Molsky — banjo, gitarr, fiol, sång
- Seckou Keita — percussion
- Adama Cissokho — sång
- Binta Suso — sång
- Sigge Krantz — bas